# Валлонииды
Валлонииды (лат. Valloniidae) — семейство брюхоногих моллюсков, живущих на суше. Описано около 70 видов.
Форма раковины в семействе изменчивая, от округло плоской до конической формы; у большинства насчитывается 3 или 3,5 витка, у рода Acanthinula — 4 и у Spermodea — 6.
Распространены в Голарктике. Представители подсемейства часто встречаются во влажных лесах, подсемейства Valloniinae — на травянистых участках близ рек и ручьёв.